# Willem Schermerhorn
Willem Schermerhorn (Akersloot, 17 de diciembre de 1894-Haarlem, 10 de marzo de 1977) fue un político neerlandés, perteneciente al Partido del Trabajo. Fue la primera persona en ocupar el cargo de primer ministro de los Países Bajos después de la Segunda Guerra Mundial.

## Biografía

### Primeros años
Creció en una familia protestante de agricultores. Asistió a la Universidad Técnica de Delft, graduándose como ingeniero civil en 1918. Fue profesor de topografía, nivelación topográfica y geodesia en la misma universidad, desde el 7 de septiembre de 1926 hasta 1944, cuando fue retirado por las fuerzas de ocupación alemanas debido a sus actividades en la resistencia neerlandesa. Previamente había sido internado como rehén en Sint-Michielsgestel desde mayo de 1942 hasta diciembre de 1943. Después de que fue retirado como profesor en 1944, se ocultó para evitar ser detenido por las fuerzas de ocupación.

### Carrera política
Desde el 24 de junio de 1945 hasta el 3 de julio de 1946, fue primer ministro y ministro de asuntos generales, encabezando el gabinete Schermerhorn-Drees. Según Harry W. Laidler, el gobierno bajo el liderazgo de Schermerhorn «logró resultados importantes en los campos de trabajo, finanzas, vivienda, pensiones de vejez y servicios sociales».
Posteriormente, de 1946 a 1947, presidió el comité de gobierno sobre el futuro de las Indias Orientales Neerlandesas. De 1948 a 1951 representó al Partido del Trabajo como miembro de la Cámara de Representantes de los Estados Generales (cámara baja del parlamento) y de 1951 a 1963 como miembro del Senado de los Estados Generales (cámara alta). Durante el mismo período, también fue director del Instituto Internacional para la Estereocartografía con sede en Delft.
En 1956 se convirtió en miembro de la Real Academia de Artes y Ciencias de los Países Bajos.

## Distinciones
Recibió doctorados honorarios de la Universidad de Gante en 1946, el Escuela Politécnica Federal de Zúrich en 1963, el Politécnico de Milán en 1964, la Universidad de Glasgow en 1965 y la universidad de Hannover en 1965.